# دانيال روباك
دانيال روباك (بالإنجليزية: Daniel James Roebuck)‏ هو منتج أفلام وكاتب سيناريو ومخرج وممثل أمريكي، ولد في 4 مارس 1963 في الولايات المتحدة.

## أعمال

### أفلام
- (1993) الهارب[5][6]
- (2000) الوجهة النهائية 1[7]
- (2002) كنا جنودا[8]
- (2003) العميل كودي بانكس[9]
- (2004) العميل كودي بانكس 2
- (2005) منبوذو الشيطان
- (2007) عيد القديسين[10]
- (2009) هالووين 2[11]
- (2012) لوردات سالم
- (2016) 31[12]
- (2016)  مدمر

### مسلسلات
- الرجل في القلعة العالية
- لوس أنجلوس
- عملاء شيلد
- كاسل
- كولد كيس
- ماتلوك
- ويدز

## وصلات خارجية
- دانيال روباك على موقع IMDb (الإنجليزية)
- دانيال روباك على موقع ألو سيني (الفرنسية)
- دانيال روباك على موقع أول موفي (الإنجليزية)
- دانيال روباك على موقع قاعدة بيانات الأفلام السويدية (السويدية)
- دانيال روباك على موقع إن إن دي بي (الإنجليزية)
- دانيال روباك على موقع قاعدة بيانات الفيلم (الإنجليزية)
- دانيال روباك على موقع كينوبويسك (الروسية)